# Ле-Ке
Ле-Ке (фр. Les Cayes, гаїт. креол. Okay) — місто на південному заході Гаїті, на території Південного департаменту.

## Географія
Абсолютна висота — 0 метрів над рівнем моря.

### Клімат
Місто знаходиться у зоні, котра характеризується кліматом тропічних саван. Найтепліший місяць — серпень із середньою температурою 27.2 °C (81 °F). Найхолодніший місяць — січень, із середньою температурою 24 °С (75.2 °F).
| Клімат Ле-Ке            | Клімат Ле-Ке | Клімат Ле-Ке | Клімат Ле-Ке | Клімат Ле-Ке | Клімат Ле-Ке | Клімат Ле-Ке | Клімат Ле-Ке | Клімат Ле-Ке | Клімат Ле-Ке | Клімат Ле-Ке | Клімат Ле-Ке | Клімат Ле-Ке | Клімат Ле-Ке |
| Показник                | Січ.         | Лют.         | Бер.         | Квіт.        | Трав.        | Черв.        | Лип.         | Серп.        | Вер.         | Жовт.        | Лист.        | Груд.        | Рік          |
| Середній максимум, °C   | 27,7         | 28,1         | 28,7         | 28,9         | 29,5         | 30,5         | 31           | 31,1         | 30,5         | 30           | 29           | 28,1         | 29,4         |
| Середня температура, °C | 24           | 24,2         | 24,9         | 25,4         | 26,1         | 27           | 27,1         | 27,2         | 27,1         | 26,6         | 25,7         | 24,6         | 25,8         |
| Середній мінімум, °C    | 18,1         | 18,3         | 19           | 19,9         | 20,9         | 21,7         | 21,5         | 21,6         | 21,7         | 21,3         | 20,5         | 19           | 20,3         |
| Норма опадів, мм        | 75.2         | 74.2         | 87.5         | 158.7        | 276          | 171.2        | 150.3        | 191.4        | 218.8        | 340.2        | 129.4        | 67.6         | 1940.5       |
| Днів з опадами          | 7,9          | 6,5          | 6,7          | 7,3          | 10,5         | 9,9          | 12           | 12           | 13,4         | 15           | 10,5         | 8,6          | 120,3        |
| Вологість повітря, %    | 71.2         | 70.7         | 70.9         | 72.4         | 76           | 73.8         | 69           | 72.4         | 76.1         | 77.3         | 76.2         | 72           | 73.2         |
| ----------------------- | ------------ | ------------ | ------------ | ------------ | ------------ | ------------ | ------------ | ------------ | ------------ | ------------ | ------------ | ------------ | ------------ |
| Джерело: Weatherbase    |              |              |              |              |              |              |              |              |              |              |              |              |              |

## Демографія
За даними 2013 року чисельність населення становить 51 637 осіб.
Динаміка чисельності населення міста за роками:
| 1971   | 1982   | 1990   | 1995   | 1997   | 2003   | 2013   |
| ------ | ------ | ------ | ------ | ------ | ------ | ------ |
| 22 296 | 37 550 | 39 892 | 46 075 | 48 838 | 48 095 | 51 637 |

## Економіка
Ле-Ке — один з найбільших портів країни; продукція, що експортується через порт, представлена переважно цукровою тростиною й кавою. Найбільший постачальник ветівера — рослини, ефірна олія якої використовується в парфумерній промисловості. Через порт експортуються також банани й деревина.
Завдяки місцевим пляжам у Ле-Ке зароджується туристична галузь.

## Транспорт
В Ле-Ке є аеропорт Антуан-Симон — 4-ий за пасажирообігом на Гаїті.

## Відомі уродженці
- Джон Джеймс Одюбон — американський натураліст, орнітолог і художник-анімаліст.